# Federal-Mogul
Federal-Mogul Corporation è una società statunitense di prodotti per l'industria automobilistica e trasporti in generale.
Federal-Mogul opera con due divisioni autonome, Federal-Mogul Powertrain e Federal-Mogul Motorparts.

## Storia

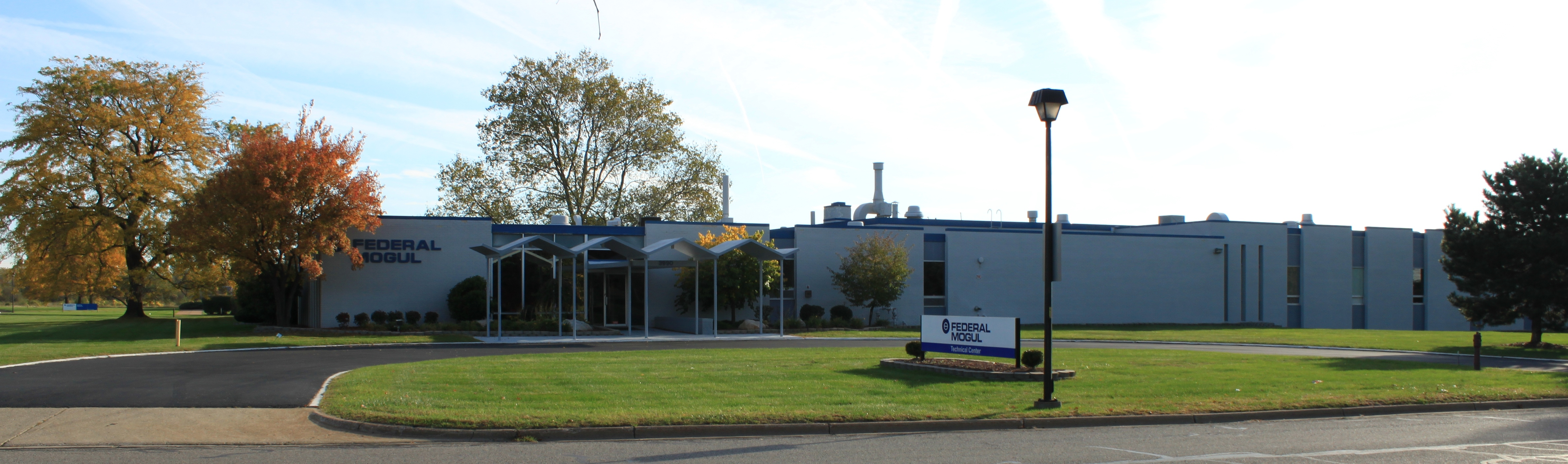
Technical Center, Ann Arbor, Michigan

### Origini
Federal-Mogul viene fondata a Detroit nel 1899 da J. Howard Muzzy e Edward F. Lyon come Muzzy-Lyon Company. Muzzy and Lyon produce componenti per mulini e parti in gomma. Contemporaneamente viene creata la Mogul Metal Company per la produzione di cuscinetti. Muzzy Lyon producono cuscinetti in materiale di Babbitt, lega creata da Isaac Babbitt, chiamato Mogul, una lega di stagno, antimonio e rame. I marchi furono "Mogul" e "Duro". Oltre al metallo di Babbitt, Muzzy and Lyon inventarono un loro processo di fusione.
La Muzzy-Lyon Company con i suoi cuscinetti entrò a far parte dei fornitori della Buick. Nel 1924, la Muzzy-Lyon Company e la Federal Bearings and Bushing, azienda fondata nel 1915 da persone di Detroit, si fusero in Federal-Mogul Corporation.
Federal Mogul creò una divisione ricerca e sviluppo nel 1929, con l'aiuto del Battelle Memorial Institute.
Nel 1932 la società sviluppa una lega chiamata C-100, in sostituzione della lega di Babbitt.

## Divisioni
Nell'aprile 2018, Tenneco acquisisce la società.

### Federal-Mogul Powertrain
Federal-Mogul Powertrain produce la componentistica specifica per i motori, come pistoni, cilindri, valvole e altro. I cuscinetti a sfere speciali vengono anche usati in ambito aerospace, come missilistica e velivoli.

### Federal-Mogul Motorparts
Federal-Mogul Motorparts vende, distribuisce prodotti di decine di marchi per il post vendita automobilistico, come ANCO, Bentley-Harris, Champion Spark Plug, BERU, AE, Fel-Pro, Goetze, Nural, Glyco and Payen; MOOG, Ferodo e Wagner.

## Onorificenze
Federal-Mogul ha ricevuto 16 Automotive News PACE Award. Il primo PACE Award nel 2003.